# Daniel Acuña
Daniel Acuña Pérez (n.1974 en Águilas (Murcia), es un historietista e ilustrador español, que trabaja fundamentalmente para el mercado estadounidense.

## Biografía
Licenciado en Bellas Artes en la Universidad de Valencia, comenzó publicando en fanzines como "Tío Sain" (1995) y revistas como "La Comictiva" (1996).
Entre 1998 y 2001, y con guiones de Santiago Arcas, publicó el comic book "Claus & Simon" en la colección Brut Comix de Ediciones La Cúpula. La cuarta historieta de la serie fue serializada en la revista francesa "L'Echo des savanes" durante el año 2004 y por ella fue nominado en la categoría de Mejor Dibujo en el Salón del Cómic de Barcelona 2006.
Tras trabajar como portadista para la revista Dolmen, fue contratado en 2005 por la editorial estadounidense DC Comics gracias a la mediación de su agente David Macho, y posteriormente por Marvel Comics. Empezó realizando portadas, pero pronto se le encargaron series como Uncle Sam & Freedom Force (2006), Green Lantern y Flash en 2007, Los Eternos en 2008 y Wolverine en 2011, o Capitán América en 2015.
Junto a Miguel Gallardo, se encargado de ilustrar las portadas de las Nuevas Hazañas Bélicas (2011-2012).
Durante su etapa en Marvel, han tenido repercusión en España los guiños que esporádicamente efectúa en su obra a personajes y elementos de la cultura popular española.

## Obra
| Años | Título                             | Guionista                     | Tipo             | Publicación           |
| ---- | ---------------------------------- | ----------------------------- | ---------------- | --------------------- |
| 1998 | Claus & Simon en Hollywood         | Santiago Arcas                | Historieta breve | La Cúpula: Brut Comix |
| 2000 | Claus & Simon: Feria de monstruos  | Santiago Arcas                |                  |                       |
| 2001 | Claus & Simon: Cajón de Sastre     | Santiago Arcas                |                  |                       |
| 2004 | Claus & Simon: Rois de l'evasion   | Santiago Arcas                |                  |                       |
| 2006 | Uncle Sam & Freedom Force          | Justin Gray y Jimmy Palmiotti | Serial           | DC Comics             |
| 2007 | Green Lantern. Números 18, 19 y 20 |                               |                  | DC Comics             |
| 2007 | Flash                              |                               |                  | DC Comics             |
| 2008 | Los Eternos                        |                               |                  | Marvel Comics         |
| 2011 | Wolverine                          |                               |                  | Marvel Comics         |